# Імантс Драйска
Імантс Карлович Драйска (нар.9 вересня 1926, Сігулда, Латвія — пом.1 жовтня 1996) — латвійський, раніше радянський, шаховий композитор; майстер спорту СРСР з шахової композиції (1961). Інженер-технолог.
З 1948 року опублікував 110 задач, переважно двоходівки; відзнаками відмічений 60, призами — 32, в тому числі 14 — першими. Учасник чемпіонатів СРСР і багатьох конкурсів; 3-разовий переможець першостей Латвійської РСР з двох- і триходівок.